# Jean-Claude D’Arménia
Jean-Claude D’Arménia (* 20. September 1940 in Port Said/Ägypten; † 10. Mai 2018 in Réunion) war ein französischer Fußballspieler und -trainer.

## Karriere
Der Torwart, der die britische Staatsangehörigkeit besaß und später die französische annahm, spielte anfangs als Amateur für SM Caen. 1961 wechselte er zum Zweitligisten AS Troyes-Savinienne, mit dem er knapp den Aufstieg verpasste. Er konnte dort aber positiv auf sich aufmerksam machen, so dass ihn 1962 Stade Rennais UC verpflichtete. Dort bestritt er – trotz der Konkurrenz, die ihm ab 1963 in Ex-Nationalkeeper Georges Lamia entstand – in den folgenden beiden Jahren 60 Begegnungen in der Division 1; von einem Titelgewinn in Meisterschaft oder Pokal waren die Bretonen in dieser Zeit allerdings weit entfernt.
1964 holte ihn der neue Trainer des gerade in die Zweitklassigkeit abgestürzten Stade Reims, Robert Jonquet, in die Champagne. Obwohl mit Raymond Kopa und François Heutte zwei ehemalige Nationalspieler in den Reihen der Rot-Weißen standen, misslang der Versuch des sofortigen Wiederaufstiegs; dieser gelang erst ein Jahr später, wenngleich zunächst nur für eine Saison (1966/67). In dieser Spielzeit erzielte der Torwart auch seinen einzigen Erstligatreffer – allerdings handelte es sich dabei um ein Eigentor, das Reims eine 0:1-Niederlage bei Toulouse FC bescherte. Nach drei weiteren Zweitligajahren kehrte D'Arménia mit Reims 1970 erneut in die höchste Spielklasse zurück. Im Sommer 1971 beendete er seine Spielerkarriere nach 301 Profieinsätzen, davon 124 in der ersten und 177 in der zweiten Liga.
Anschließend absolvierte Jean-Claude D'Arménia eine Trainerausbildung. In dieser neuen Funktion blieb er Stade Reims weiter erhalten, wurde 1977 dort Co-Trainer von Pierre Flamion und übernahm 1978 das Training der ersten Elf, die 1979 dann aber einmal mehr aus der Division 1 absteigen musste.

## Stationen als Spieler
- Stade Malherbe Caen (bis 1961)
- Association Sportive Troyes-Savinienne (1961/62, 35 Spiele in D2)
- Stade Rennais Université Club (1962–1964, 60 Spiele in D1)
- Stade de Reims (1964–1971, 64 Spiele in D1 und 142 Spiele in D2)